# Puchar Interkontynentalny w Lekkoatletyce 2010 – bieg na 3000 m z przeszkodami kobiet
Bieg na 3000 metrów z przeszkodami kobiet – jedna z konkurencji rozegranych podczas pucharu interkontynentalnego w Splicie. Zawodniczki rywalizowały 5 września – drugiego dnia zawodów.

## Rezultaty
| Poz. | Zawodnik             | Reprezentacja  | Czas       |
| ---- | -------------------- | -------------- | ---------- |
| 1.   | Julia Zarudniewa     | Europa         | 9:25.46 CR |
| 2.   | Milcah Chemos Cheywa | Afryka         | 9:25.84    |
| 3.   | Sofia Assefa         | Afryka         | 9:29.53    |
| 4.   | Hanane Ouhaddou      | Afryka         | 9:39.39 SB |
| 5.   | Lisa Aguilera        | Ameryka        | 9:41.48    |
| 6.   | Korene Hinds         | Ameryka        | 9:45.08    |
| 7.   | Hatti Dean           | Europa         | 9:45.36    |
| 8.   | Zhenzhu Li           | Azja i Oceania | 9:47.28 SB |
| 9.   | Sophie Duarte        | Europa         | 9:49.93    |
| 10.  | Minori Hayakari      | Azja i Oceania | 10:04.97   |